# Immerath (Erkelenz)
Immerath was tot april 2018 een landelijk gelegen dorp in de Duitse gemeente Erkelenz in Noordrijn-Westfalen. Het dorp werd met veel protest gesloopt, dit vanwege de uitbreiding van bruinkooldagbouw Garzweiler. De ontruiming van het dorp begon in 2006. De lokale begraafplaats werd in 2014 geruimd, de lichamen werden door de nabestaanden elders herbegraven. De laatste inwoners van het dorp zijn in 2016 verhuisd naar omliggende dorpen, 80% van de bewoners is 7 km naar het westen verhuisd naar het nieuwgebouwde Immerath (neu) aan de zuidoostkant van Erkelenz. Met de sloop van de Sint-Lambertuskerk in januari 2018 verdween het laatste overblijfsel van het dorp.

## Afbeeldingen

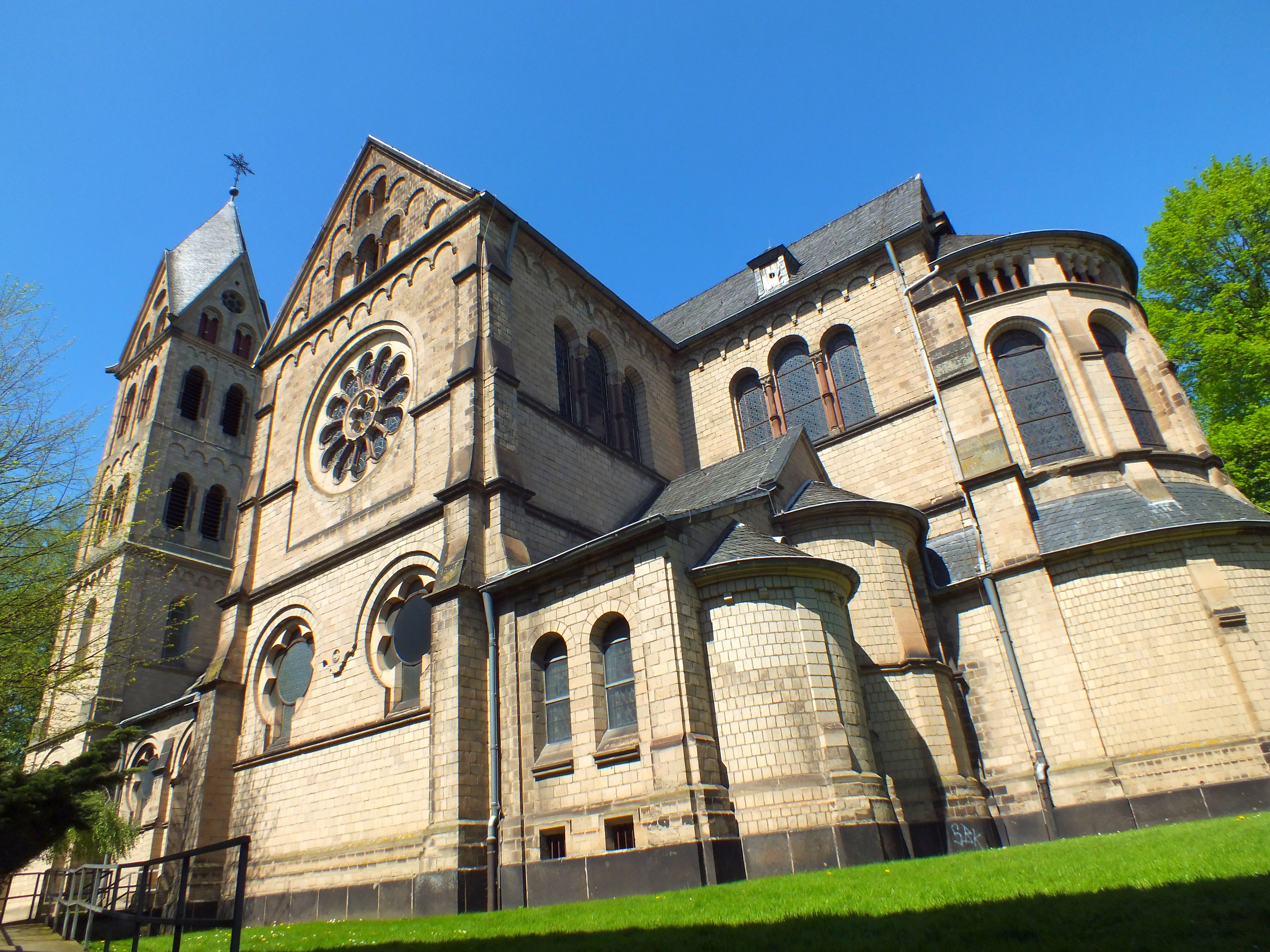
Sint-Lambertuskerk
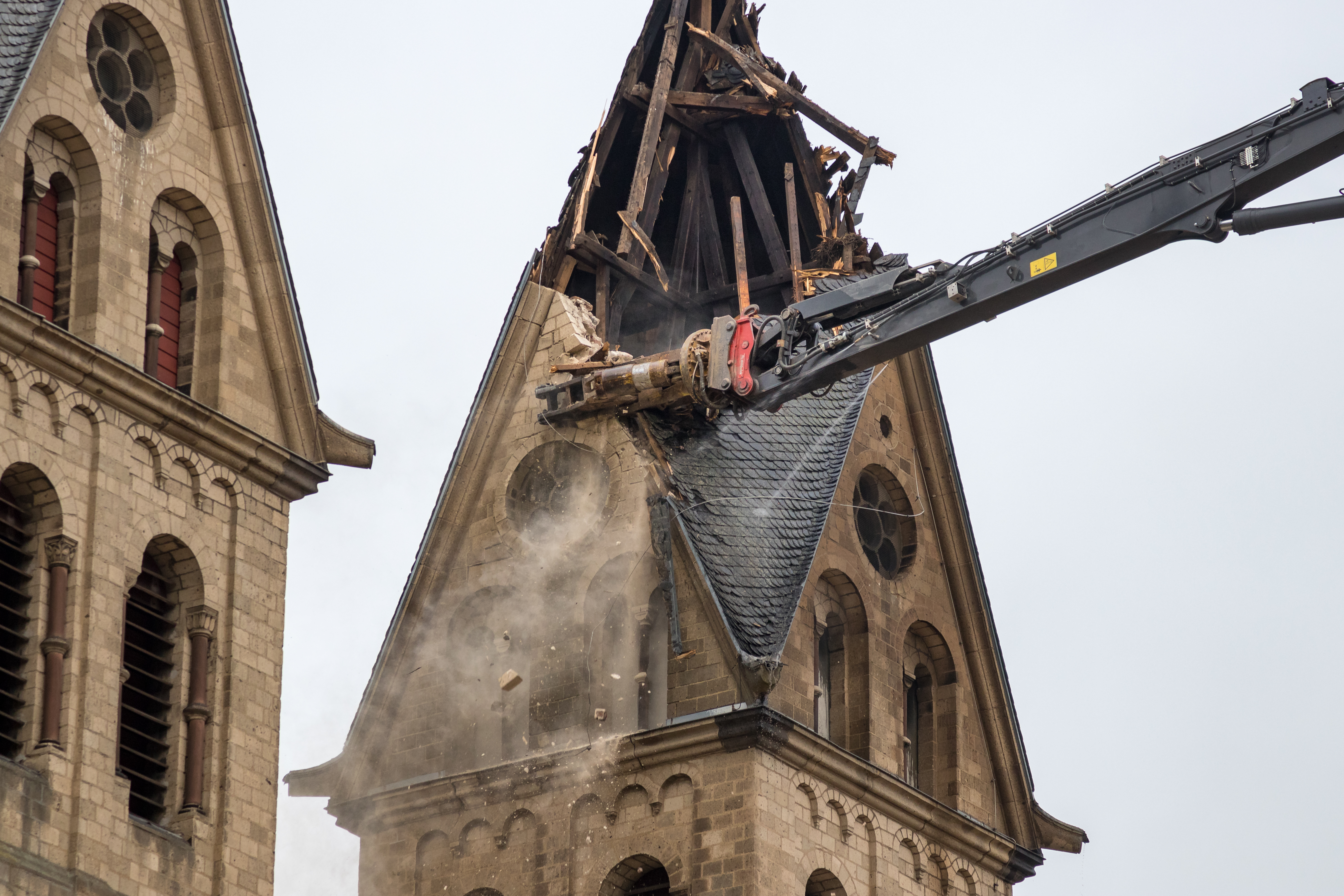
Sloop van de kerk
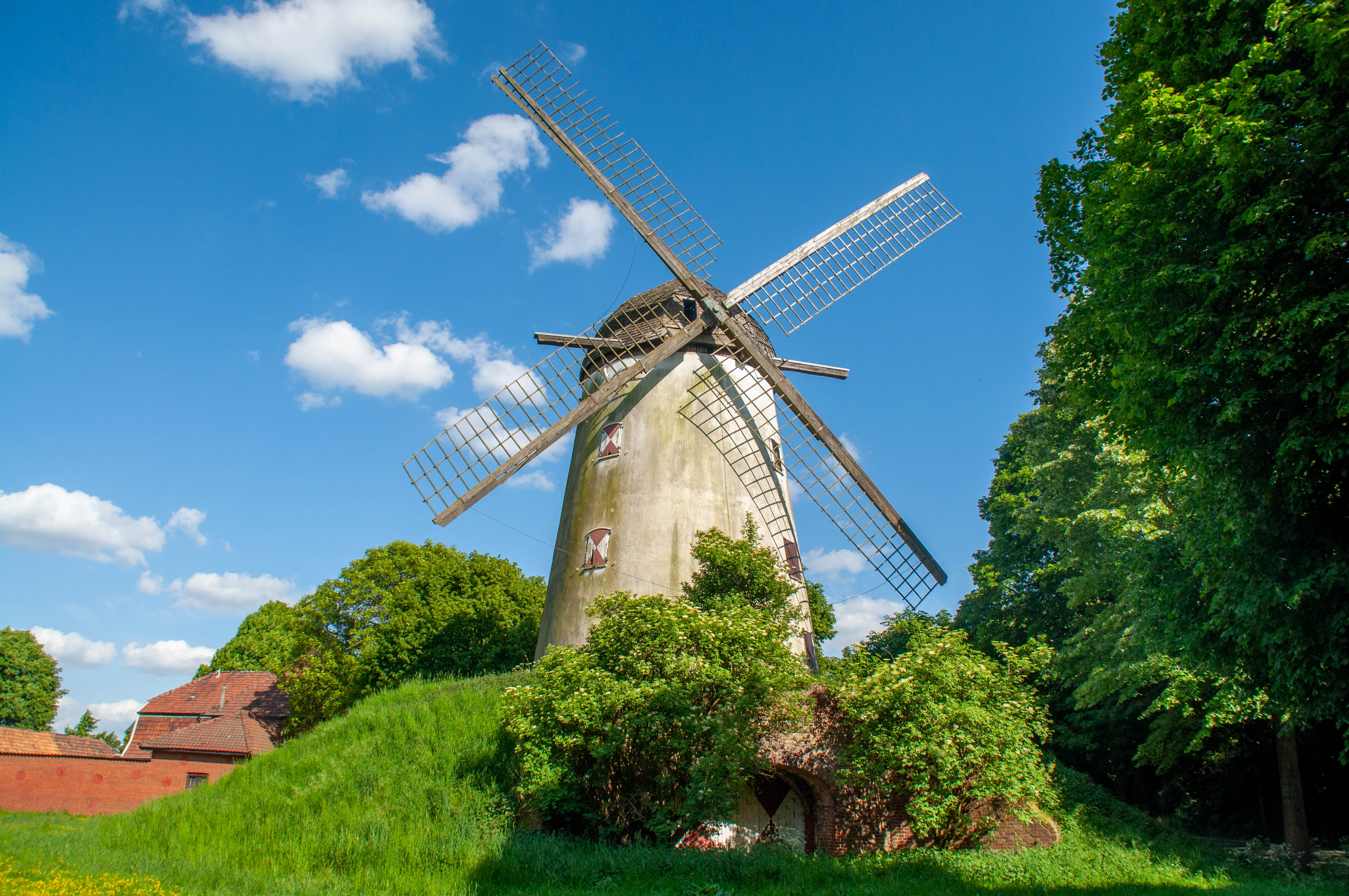
De beltmolen van Immerath (2011)

Bellinghoven · Berverath · Borschemich · Commerden · Genehen · Geneiken · Gerderath · Gerderhahn · Golkrath · Granterath · Hetzerath · Holzweiler · Houverath · Immerath · Katzem · Keyenberg · Kleinbouslar · Kuckum · Kückhoven · Lövenich · Lützerath · Matzerath · Mennekrath · Neu-Borschemich · Neu-Immerath · Oberwestrich · Oerath · Oestrich · Scheidt · Schwanenberg · Tenholt · Terheeg · Unterwestrich · Venrath · Wockerath

Kreis Heinsberg · Regierungsbezirk Keulen · Noordrijn-Westfalen